# Per Knutzon
Per Thor Brockdorff Knutzon (født 22. april 1897 i Odense, død 1. september 1948 i Bagsværd) var en dansk skuespiller og sceneinstruktør der blev uddannet fra Det kongelige Teater, men fik sin egentlige debut i 1921 på Odense Teater. Sidenhen kom han til Folketeatret. Han arbejdede også som sceneinstruktør på Det ny Teater og Nørrebros Teater og var desuden direktør for Riddersalen 1935-1938 og 1941-1943 og for Allé Scenen (sammen med Carl Heger) 1945-1948. Han medvirkede i en enkelt spillefilm, nemlig Københavnere (1933). I 1923 giftede han sig med skuespillerinde Jenny Larsen og de fik datteren Lone Knutzon, mor til Tøger Seidenfaden . I 1936 giftede han sig med visesangerinden Lulu Ziegler, og de fik sønnen Lars Knutzon, der er skuespiller og sceneinstruktør.